# 안현미
안현미(1972년~ )는 대한민국 시인이다. 1972년 강원도 태백에서 태어나 서울산업대학교 문예창작학과를 졸업했으며, 2001년 문학동네에 신인상을 받으면서 등단했다.

## 생애
태백에서 유년기를 보내다가 여섯살 즈음에 아버지에 의해 새엄마에게 보내어 졌다. 가난해서 〈서울여상〉에 진학했고, 졸업 후 대기업 사무보조원으로 취직해 살다가 20대 후반에 서울산업대학교 문예창작학과 야간반에 등록했고, 사무보조원 시절 아현동 월세방에서 살면서부터 시를 쓰기 시작했다.
김경주, 김민정과 같은 “불편” 동인 소속이다.
| “ | 주름진 동굴에서 백 일 동안 마늘만 먹었다지/여자가 되겠다고?//백 일 동안 아린 마늘만 먹을 때/여자를 꿈꾸며 행복하기는 했니?//그런데 넌 여자로 태어나 마늘 아닌 걸/먹어본 적이 있기는 있니? | ” |
|   | — 곰곰, 안현미 |   |

시집 《이별의 재구성》으로 2010년 제28회 신동엽창작상을 받았다. 심사위원회로부터 “생에 대한 아픔을 때로는 재치 있는 유머로, 조금은 삐딱한 시선으로 담아내면서 현실의 불우를 환상으로 채색해가는 이 시인의 시세계는 우리의 감성을 따뜻하게 위로하고 있다”는 평가를 받았다.
손택수는 발문에서 “늘 한쪽으로 조금 기우뚱해 있는 사선(/)을 닮았다. 현실의 비참을 환상적 기법을 통해 위무하는 것이 그녀의 시가 지닌 매력”이라고 평했다.

## 작품
- 첫 시집 《곰곰》(2006년, 랜덤하우스코리아)
- 두 번째 시집 《이별의 재구성》(2009년, 창비)